# Соснівка (річка)
Сосні́вка — річка  в Україні, у Сарненському  районі Рівненської області. Ліва притока Поличної (басейн Дніпра).

## Опис
Довжина річки приблизно 2,43 км.

## Розташування
Бере початок в урочищі Стормовичі. Тече переважно на північний захід і на сході від Чабеля впадає у річку Поличну, праву притоку Случі.